# Vienna Open 2005
Il Vienna Open 2005, noto anche come Bank Austria Tennis Trophy per motivi di sponsorizzazione, è stato un torneo di tennis giocato sul cemento indoor.
È stata la 31ª edizione del Vienna Open e faceva parte della categoria International Series Gold nell'ambito dell'ATP Tour 2005. Il torneo si è giocato alla Wiener Stadthalle di Vienna in Austria, dal 10 al 16 ottobre 2005.

## Campioni

### Singolare maschile
Ivan Ljubičić ha battuto in finale  Juan Carlos Ferrero con il punteggio di 6-2, 6-4, 7-6(7). 

### Doppio maschile
Mark Knowles /  Daniel Nestor hanno battuto in finale  Jonathan Erlich  /  Andy Ram con il punteggio di 5-3, 5-4(2).